# Anicius Auchenius Bassus (Konsul 408)
Anicius Auchenius Bassus war ein spätantiker weströmischer Politiker zu Beginn des 5. Jahrhunderts.
Er gilt als Vertreter der Hauptlinie der gens Anicia, einer einflussreichen Familie. Wahrscheinlich war er der Sohn des gleichnamigen Anicius Auchenius Bassus, der von 382 bis 383 Stadtpräfekt war, und der Turrenia Honorata. Sein Sohn, ebenfalls Anicius Auchenius Bassus, wurde 431 Konsul. Im Jahr 408 wurde er selbst zum Konsul ernannt.
Bassus verfasste die Inschrift für das Grab von Monica, der Mutter des heiligen Augustinus, die 1945 in der Kirche Santa Aurea in Ostia Antica wiederentdeckt wurde.
1988 erwarb die Archäologische Staatssammlung in München ein Fragment einer Rotware-Keramiktafel, das einen Konsul darstellt. Diese Tafel war vermutlich zur Wandmontage gedacht. Der Konsul, leicht bärtig, steht frontal in einer Türöffnung vor zwei Vorhängen, hält in der rechten Hand eine mappa (ein Tuch, Symbol der Konsulwürde) und in der linken Hand ein Szepter mit drei Büsten. Über seinem Kopf befindet sich ein Architrav mit Spuren einer Inschrift. Der Konsul trägt eine tunica palmata über einer tunica lateris und eine toga contabulata.
Ein moderner Silikonabguss der Form zeigt weitere Details, einschließlich der Inschrift auf dem Architrav: AVCHEN(IVS) BAS(SVS) V(IR) CLARISSIM(VS). Dies identifiziert den Konsul als Anicius Auchenius Bassus, vermutlich dieser Konsul.